# Nicaragua en los Juegos Olímpicos de París 2024
Nicaragua estuvo representada en los Juegos Olímpicos de París 2024 por siete deportistas, seis mujeres y un hombre, que compitieron en seis deportes.
Los portadores de la bandera en la ceremonia de apertura fueron el nadador Gerald Hernández y la judoka Izayana Marenco. El equipo olímpico nicaragüense no obtuvo ninguna medalla en estos Juegos.